# Minamata-kór
A Minamata-kór (japánul 水俣病, Hepburn-átírással Minamata-byō) higanymérgezés okozta neurológiai szindróma. Tünetei közé tartozik az ataxia, végtagzsibbadás, általános izomgyengeség, súlyos esetben bénulás, kóma vagy halál léphet fel. A terhes nőket érő higanymérgezés a magzatnál is veleszületett Minamata-kórt és fejlődési rendellenességeket idézhet elő.
A betegséget először 1956-ban a japán kisvárosban, Minamatában fedezték fel, ahol a helyi vegyi üzem tisztítatlanul engedte a tengerbe a hulladékait. A hulladékban levő kis mennyiségű szervetlen higanyt az iszap baktériumai erősen mérgező metil-higannyá alakították, ami felhalmozódott a halakban, kagylókban és a táplálék révén a helyi lakosok szervezetébe jutott. A vállalat és a helyi hatóságok igyekeztek eltussolni az ügyet, csak sokéves civil tiltakozás és tüntetések eredményeképpen ismerték el a helyzet súlyosságát és fizetett a cég kártérítést az áldozatoknak.
1965-ben a betegség újból felbukkant, ezúttal az északabbra fekvő Niigatában. A Minamata-kór fellángolásai két helyet foglalnak el a négy nagy japán környezetszennyezés okozta betegség között (a másik kettő a kadmiummérgezés okozta Itai-itai betegség és a kén-dioxid által kiváltott asztma).

## Tünetei
A legenyhébb tünete a paresztézia (bizsergés, hangyamászás-érzés). A magasabb dózissal történő mérgezés szimptómái a fájdalom, bénulás, fejfájás, izomrángás, ezenkívül a hallás, látás (perifériális látás elvesztése vagy akár vakság) és beszédkészség romlása. Gyakori a végtagok rossz koordinációja. Szövettanilag a kisagy atrófiája, a granuláris sejtek számának csökkenése és a megnagyobbodott kisagyi redők jellemzik.
Különösen súlyos lehet a magzatok méhen belüli mérgeződése. Az érintett gyermekek fizikai fejlődési rendellenességekkel és szellemileg retardáltan, néhányan pedig teljesen vakon születtek. A tünetek a cerebrális parézishoz hasonlítanak. A higanymérgezés jelentősen visszaveti az nagyagyi féltekék fejlődését, néhány esetben mikrokefáliát figyeltek meg.
A súlyos mérgezési esetek kialakulásához az vezetett, hogy nem tudták pontosan mi történik a higannyal, miután kikerült a környezetbe. Mivel viszonylag kis mennyiségű szervetlen higanyról volt szó, feltételezték, hogy a tengerben kellőképpen kihígul és ártalmatlanná válik. Azonban az iszap baktériumai a szervetlen higanyt jóval mérgezőbb metil-higannyá konvertálták, amelyet a fitoplankton képes volt felvenni és így bekerült a táplálékláncba. A bioakkumuláció révén a tápláléklánc magasabb szintjein (zooplankton, kisebb halak, nagyobb halak, ember) egyre nőtt a higanykoncentráció.

## A betegség története

### 1908–1955
A Chisso Corporation 1908-ban nyitotta meg minamatai vegyiüzemét. Eleinte műtrágyát gyártottak, de a japán vegyipar fellendülésével áttértek olyan alapanyagok, mint például az acetilén, acetaldehid, ecetsav, vinil-klorid és oktanol termelésére. A második világháború idejére a minamatai gyár lett a legfejlettebb japán vegyiüzem. A gyár hulladékanyagait egyenesen belevezették a Minamatai-öbölbe. A negatív környezeti hatások hamar jelentkeztek, a halállomány csökkenése miatt a cég 1926-ban és 1943-ban is kompenzációt fizetett a helyi halászoknak. A Chisso gyára volt a kisváros egyetlen komoly ipari létesítménye, a lakosok egynegyede a cégnek dolgozott és a gyár, valamint munkásai adói a város költségvetésének felét tették ki.
Az üzemben 1932-ben kezdték el az acetaldehid termelését, abban az évben még csak 132 tonnányit. 1951-re a gyártás már évi 6000 tonnára növekedett és a csúcspontot 1960-ban 45 245 tonnányival érték el, ami egyharmada-egynegyede volt Japán teljes acetaldehid-előállításának. A gyártás során katalizátorként higany(II)-szulfátot használtak. 1951-től kezdődően a mangán-dioxid segédkatalizátort vas-szulfidra cserélték. A katalízis során kis mennyiségben egy erősen mérgező szerves higanyvegyület, metil-higany jött létre, amelyet a többi melléktermékkel együtt a Minamata-öböl vizébe engedtek 1951-től egészen 1968-ig, amikor felhagytak a vas-szulfidos módszerrel.

### 1956–1959
1956. április 21-én egy ötéves kislányt vittek be az üzem kórházába. Az orvosok értetlenül álltak a tünetei láttán: nehezen járt, nehezen beszélt és teste görcsösen rángatózott. Két nappal később húga ugyanazokkal a szimptómákkal került kórházba. Anyjuk elmondta az orvosnak, hogy a szomszéd lányának is vannak hasonló tünetei. A környék háztartásainak kikérdezése után nyolc újabb beteget találtak. A kórházigazgató május elsején jelentette a tisztiorvosi szolgálatnak, hogy a központi idegrendszer ismeretlen betegségének járványos előfordulását észlelték. Ez volt a Minamata-kór első hivatalos felismerése.
1956 májusának végén a városi önkormányzat bizottságot állított fel a járvány kivizsgálására. Mivel az esetek egymáshoz közel fordultak elő, valamilyen fertőzésre gyanakodtak, a betegeket elkülönítették, otthonaikat pedig fertőtlenítették. A vizsgálat során a házak környékén a macskák és egyéb állatok furcsa viselkedéséről számoltak be a környékbeliek. 1950-től kezdődően egyes macskák furcsa „táncbetegségben” (猫踊り病, neko odori byō) szenvedtek, furcsán rángatóztak, dührohamaik voltak és sokszor elpusztultak. A varjak is elpusztultak, nem nőtt többé hínár a tengerfenéken és gyakran lehetett döglött halakat találni a víz felszínén. Mikor megértették, hogy a probléma kiterjedtebb, mint ahogyan várták, a Kumamotói Egyetem kutatóihoz fordultak segítségért.
Az egyetem orvosi tanszékén augusztusban alakult meg a kutatócsoport. Miután a betegeket részletes kórházi kivizsgálásnak vetették alá, részletesebb képet sikerült alkotni a betegség tüneteiről. A kór hirtelen lépett fel, a páciensek az érzékeik tompulására és végtagjaik zsibbadására panaszkodtak. Képtelenek voltak megfogni a kisebb tárgyakat vagy begombolni a ruhájukat. Járás vagy futás közben elbotlottak, a hangjuk megváltozott és sokan panaszkodtak, hogy rosszabbul látnak vagy hallanak és nehezen nyelnek. A tünetek fokozatosan rosszabbodtak, görcsök léptek fel majd kóma és halál következett. Októberre már negyven embernél ismerték fel a betegséget és közülük tizennégyen meghaltak.
A betegek körülményeit vizsgálva kiderült, hogy többnyire a Minamoto-öböl partján fekvő halászfalvakból származnak és élelmük nagy részét az öböl vizéből származó hal és kagyló teszi ki. Az egyes családokban többen is megbetegedtek és az ételmaradékokkal etetett macskáik is hasonló, görcsös betegségben pusztultak el. A kutatók emiatt elvetették a fertőzés lehetőségét és inkább ételmérgezésre gyanakodtak. November 4-én bejelentették, hogy a Minamata-kórt feltehetően valamilyen nehézfém-mérgezés okozza, ami a hallal és kagylóval kerül be az emberi szervezetbe.
Miután felmerült, hogy környezeti mérgezés lehet a betegség oka, a gyanú azonnal a Chisso-üzem tengerbe engedett szennyvizére terelődött. A kémiai analízisből kiderült, hogy a szennyvíz több nehézfémet: ólmot, higanyt, mangánt, arzént, talliumot, rezet, valamint szelént tartalmaz mérgező koncentrációban. Közöttük megtalálni a Minamata-kór okozóját nehéz és hosszas folyamatnak bizonyult. Eleinte a mangánra gyanakodtak, amit a halakban és az elhunytak szerveiben is nagy mennyiségben találtak, majd a talliumra és a szelénre terelődött a gyanú, de felmerült az is, hogy több fémion szinergista hatása okozza a tüneteket. Csak másfél évvel később, a Japánba látogató brit neurológus, Douglas McAlpine irányította a figyelmet a higanyra, mert a szimptómákat hasonlónak találta azokhoz, amit a szerves higanyvegyületek okoznak.
Az 1959-es higanykoncentráció-mérések során a Minamata-öböl iszapjában, halaiban és kagylóiban nagy mennyiségű higanyt találtak. A koncentráció a Chisso-gyár kivezető csatornája környékén volt a legnagyobb és onnan távolodva fokozatosan csökkent. A csatorna menti iszapban akkora mennyiséget találtak (2 kg/tonna) amelynek akár a bányászata is rentábilis lehetett volna. A Chisso később tényleg létre is hozott egy leányvállalatot a higany iszapból való kinyerésére és értékesítésére.
A betegek hajmintáinak higanytartalma akár a 705 ppm-et is elérte, míg a tünetmentes minamataiaknél ez az érték 191 ppm, a környéktől távol élőkben pedig 4 pmm volt. 

### 1959

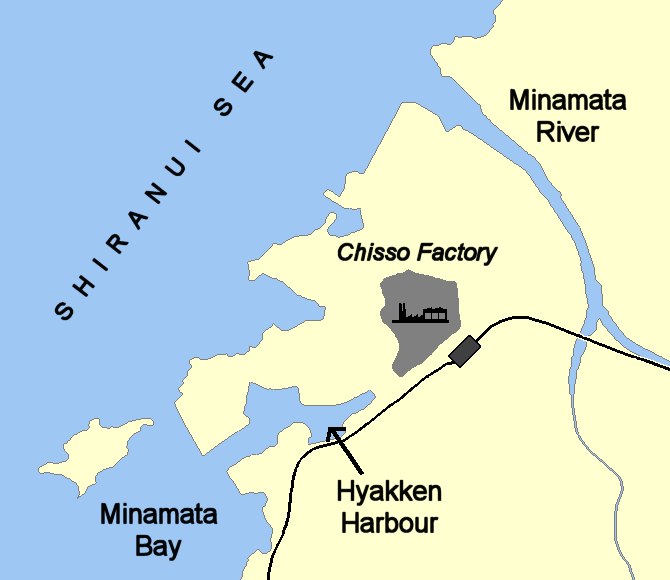
A Chisso-üzem szennyvízelvezetési útjai

A gyanúba került Chisso elébe akart menni a várható vizsgálatnak és megváltoztatta a szennyvízkivezetés helyét. 1958 szeptemberétől a Hjakken-kikötő helyett a Minamata-folyóba engedte a hulladékait, aminek eredményeképpen a folyó torkolatánál pusztulni kezdtek a halak és a környéken a betegség újabb áldozatai jelentek meg. Az üzem nem működött együtt az egyetemi vizsgálóbizottsággal és visszatartotta az információkat a gyártási folyamatairól. A kutatók így csak találgathattak, hogy a gyárban milyen reakciókat és vegyi anyagokat használnak fel. 1959 júliusában az üzemi kórház igazgatója felszerelt egy laboratóriumot, hogy elvégezhessék a saját vizsgálataikat. Kísérleti macskák táplálékához a gyár szennyvizét keverték és mintegy két és fél hónap múlva egy állaton a Minamata-kór tüneteit észlelték. Bár a patológiai vizsgálat szerves higany-mérgezésre utalt, eredményeiket nem adták az egyetemnek és az igazgatóság leállíttatta a további kísérleteket. Más, a gyár működésének fenntartásában érdekelt szervezetek is (A Kereskedelmi és Ipari Minisztérium és a Japán Vegyipari Szövetség) olyan vizsgálatokat finanszíroztak, amelyekkel azt igyekeztek bizonyítani, hogy a betegséget nem az üzem környezetszennyezése okozta.

### A halászok és a betegek kártérítése
A Chisso már korábban, 1923-ban és 1943-ban is fizetett kompenzációt a helyi halászoknak a halpusztulások miatt, de a helyzet 1953 után kritikussá változott. A halászok zsákmánya 1953 és 1958 között egytizedére esett vissza. Ezenfelül a prefektúra önkormányzata részleges tilalommal sújtotta az öbölben fogott halak eladását (azért nem teljes tilalommal, mert akkor a halászok kártérítése kötelezővé vált volna). A halászok szervezete tüntetett a Chisso ellen és 1959 augusztusában két alkalommal is erőszakkal behatoltak a gyár területére és kompenzációt követeltek. A város polgármestere közvetített a felek között (a közvetítő bizottság érezhetően inkább a gyár javát tartotta szem előtt) és a hónap végén megállapodtak, hogy a cég 20 millió jent fizet a halászszervezetnek és 15 millióval segíti a halállomány helyreállítását.
A kis helyi szervezet sikerén felbátorodva, a folyóba vezetett szennyvíz által sújtott halászközösségek – mintegy 1500 fő – is benyújtották igényüket a vállalathoz, amit az visszautasított. A halászok ekkor a tokiói parlamenttől kértek segítséget és november 2-án egy erőszakos tüntetés során betörtek az üzem területére és mintegy tízmillió jenes kárt okoztak. A törő-zúzó tüntetők felkeltették az országos média figyelmét és a japán nagyközönség most először szerzett tudomást a betegség felbukkanásáról. December közepére a Chisso és a halászok megegyeztek, az előbbi újabb 25 millió jenes kártérítést fizetett és 65 milliós alapot állított fel a halállomány regenerálására.
1959-re a betegek is létrehozták a segélyegyletüket. Az ő helyzetük lényegesen rosszabb volt, mint a halászoké, Minamata lakói szinte kiközösítették őket, mert őket tartották felelősnek annak a gyárnak a nehézségeiért, amelytől a város gazdasága és jóléte függött. Novemberben ők is ülősztrájkot tartottak az üzem kapuinál és a tárgyalások után az ő ügyüket is belefoglalták a halászokkal kötendő egyezménybe. A felnőtt betegek százezer, a gyermekek harmincezer jenes évjáradékot kaptak, míg az elhunytak családjainak egy összegben 320 000 jent fizettek.

### Szennyvízkezelés
1959 októberében a Kereskedelmi és Ipari Minisztérium kötelezte a Chissót, hogy a szennyvizet a folyó helyett újra a kikötőbe vezesse és gyorsítsa fel a szennyvízkezelő építését. A decemberben átadott hulladékkezelő átadási ünnepségén a társaság elnöke, Josioka Kiicsi demonstratívan ivott is egy pohárral a kezelt vízből. Valójában az acetaldehid-termelő részleg hulladékát nem is vezették be a szennyvízkezelőbe és a későbbi per során tett vallomásokból kiderült, hogy a vezetők tisztában voltak vele, hogy a készülék csak PR-célokat szolgál és továbbra is a szabadba bocsátják ki a higanyhulladékot.
A közvélemény valóban abban a hiszemben volt, hogy a problémát megoldották és az orvosok egy ideig nem figyeltek fel az újabb esetekre.

### 1959-1969
A Kumamoto és Kagosima prefektúrák önkormányzata 1960 végén és 1961 elején felmérte a Jacusiro-tenger és Minamatai-öböl környékén lakók higanyterhelését és kiderült, hogy a szennyezés tovább terjedt, sok százan kaptak akkora dózist, aminél már idegkárosodás léphet fel; volt akinek a hajában 920 ppm-es higanytartalmat mértek. A hivatalok azonban nem tették közzé az eredményeket, még a vizsgált személyeket sem informálták. 

### Veleszületett Minamata-kór
Időközben Minamata környékén az egészségügyi dolgozók felfigyeltek rá, hogy az újszülöttek körében abnormálisan gyakran fordul elő a görcsökkel, izomrángásokkal kísért cerebrális parézis. 1961-ben Harada Maszazumi (aki később az ENSZ kitüntetését kapta munkájáért) és más orvosok rájöttek, hogy a tünetek hasonlóak a Minamata-kóréhoz, bár anyjuk sok esetben nem volt beteg. Ezek a gyermekek már a járvány látszólagos lecsengése után születtek és soha nem ettek mérgezett halat. Minamata-kórra azonban a legtöbb orvos nem gondolt, mert akkor még úgy hitték, hogy a méhlepény nem engedi át a toxinokat az anya véréből a magzatéba. A metil-higany esetében azonban éppen ellenkező a helyzet, a placenta kiszűri azt az anya véréből és az embrióban koncentrálja. 1962 végére sikerült bebizonyítani, hogy a gyerekek (akik közül ketten meghaltak) a Minamata-betegség veleszületett formájában szenvedtek. 

### A niigatai járvány

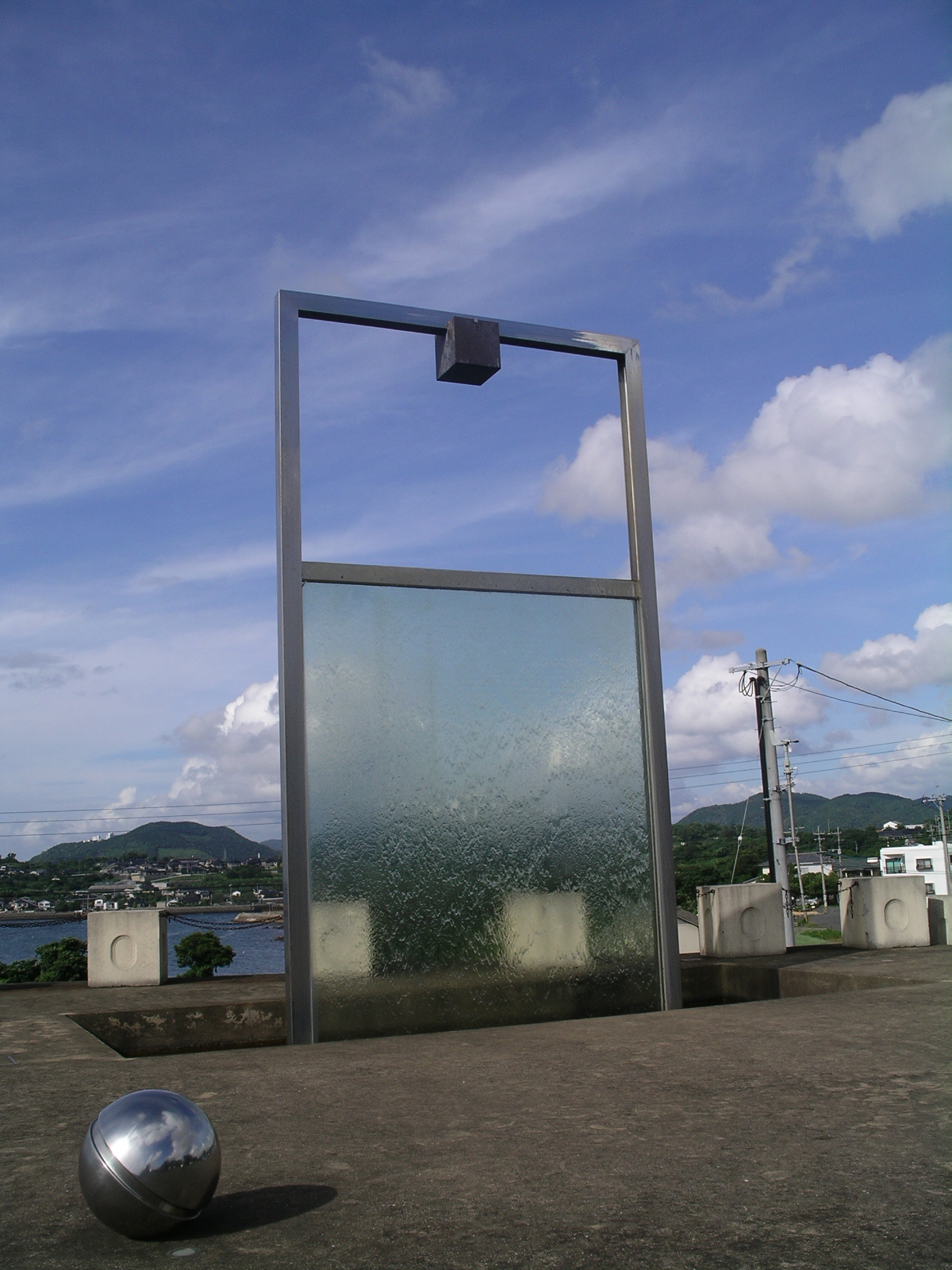
Az áldozatok emlékműve a Minamata-kór Múzeumában

1965-ben újabb járvány tört ki, ám ezúttal Niigata prefektúrában. A Sóva Denkó vegyipari vállalat a Chissóéhaz nagyon hasonló folyamathoz használt higanykatalizátort, amit az Agano-folyóba engedett. Először a környék macskái lettek betegek, majd hamarosan a páciensek is megjelentek a kórházakban. A Kumamotói Egyetem kutatócsoportja megosztotta tapasztalatait helyi kollégáikkal és az 1966 szeptemberében kiadott jelentés egyértelműen a gyár környezetszennyezését tette felelőssé a Minamata-betegség újbóli felbukkanásáért. Az itteni betegek többsége messze lakott az üzemtől és környezetük nem függött gazdaságilag annak működösétől, így sokkal több támogatást kaptak a helyi közösségektől és 1968-ban a vállalatot beperelték.
A niigatai események lehetővé tették, hogy Minamatában is újra elővegyék az ügyet és felmerült, hogy az áldozatok és hozzátartozóik szintén pert indítsanak a Chisso ellen. Ebben az időszakban két másik környezetszennyezési botrány is felkavarta a japán közvéleményt: Jokkaicsiben a kén-dioxid okozott asztmás eseteket, Tojama prefektúrában pedig a kadmiummérgezés váltotta ki az itai-itai betegséget. 

### 1969–1973
A betegek által alapított segélyegylet 1969-ben két részre szakadt: egy részük megelégedett volna a cég által fizetett kompenzációval, míg a többiek úgy döntöttek, hogy beperlik a Chissó-t. Az első csoport az Egészségügyi Minisztérium által mediált egyeztető bizottságon keresztül, hosszas tárgyalások és időnként tüntetések eredményeképpen megállapodott a vállalattal, hogy az általuk először ajánlottnál több mint kétszer többet, négymillió jent fizet az elhunytak hozzátartozóinak, a túlélő betegeknek pedig egyszeri 4,2 milliót és 170-380 000 közötti évjáradékot.
A másik csoport, amely 41 betegből állt (illetve a 17 már elhunyt áldozat hozzátartozóiból) a rájuk nehezedő nagy társadalmi nyomás ellenére 1969. június 14-én pert indított a Chisso ellen a kumamotói körzeti bíróságon.
A per majdnem négy évig tartott. Tanúként idézték meg az üzemi kórház volt igazgatóját, aki beszámolt az elhallgatott macskakísérletekről és a vállalat számára kedvezőtlen vizsgálatok leállításáról. A gyár egy korábbi menedzsere beismerte, hogy a vállalat a profit érdekében elhanyagolta a biztonsági intézkedéseket és hogy gondatlanul bántak a higanytartalmú vegyületekkel. A cég korábbi elnöke bevallotta: tudta hogy a hivatalos álláspontjuk, miszerint a betegséget a tengerbe dobott második világháborús robbanóanyagok okozzák, teljesen alaptalan. 
A per végén a bíróság teljes mértékben elmarasztalta a vállalatot. Megállapították, hogy bár a lehetőségük megvolt rá, szennyvizüket kezeletlenül engedték a környezetbe és a Minamata-kór kitörése után is alig tettek valamit az újabb megbetegedések megelőzésére. A Chisso által fizetendő kártérítést az elhunytak után 18 millió, az életben lévő betegek esetében 16-18 millió jenben határozták meg. A teljes kártérítési összeg 937 millióra rúgott; ez volt a legmagasabb bírság, amit addig japán bíróság kiszabott.
2001 márciusáig összesen 2265 fő esetében állapították meg hivatalosan a Minamata-kórt, közülük 1784-en addigra meghaltak. A cég több mint tízezer embernek fizetett kártérítést valamilyen formában. 2010-ben újabb 2123 addig el nem ismert áldozat kapott 2,1 millió jenes kártérítést a Chisso, a japán kormány és a helyi önkormányzattal való tárgyalások eredményeképpen.
A betegség kitörése utáni események nagy szerepet játszottak a háború utáni Japán demokratizálódásában és polgárjogi mozgalmaiban. A vállalat, sőt a hatóságok is igyekeztek eltussolni a helyzet súlyosságát, sok áldozat esetében nem ismerték el, betegségüket a cég környezetszennyezése okozta; erre a civil mozgalmak és a sokszor erőszakosságig fajuló tüntetések kényszerítették őket. 

## Fordítás
- Ez a szócikk részben vagy egészben  a   Minamata Disease című angol Wikipédia-szócikk ezen változatának fordításán alapul.  Az eredeti cikk szerkesztőit annak laptörténete sorolja fel. Ez a jelzés csupán a megfogalmazás eredetét és a szerzői jogokat jelzi, nem szolgál a cikkben szereplő információk forrásmegjelöléseként.